# Sarcey (Rodan)
Sarcey – miejscowość i gmina we Francji, w regionie Owernia-Rodan-Alpy, w departamencie Rodan.
Według danych na rok 1990 gminę zamieszkiwało 690 osób, a gęstość zaludnienia wynosiła 69 osób/km² (wśród 2880 gmin regionu Rodan-Alpy Sarcey plasuje się na 990. miejscu pod względem liczby ludności, natomiast pod względem powierzchni na miejscu 1121.).